# Султанов Дехкан
Дехкан Султанов (1921, місто Ташкент, тепер Узбекистан — ?) — радянський узбецький діяч, залізничник, помічник машиніста тепловоза паровозного депо Ташкент-товарна. Депутат Верховної ради СРСР 3-го скликання.

## Життєпис
У 1940 році закінчив залізничне училище в Ташкенті. У 1940 році вступив до комсомолу.
У 1940—1942 роках — кочегар паровоза паровозного депо Ташкент-товарна.
З жовтня 1942 по 1945 рік — у Червоній армії, учасник німецько-радянської війни. Служив командиром кулеметного взводу 303-го гвардійського зенітного артилерійського полку 2-ї гвардійської зенітної артилерійської дивізії Резерву головного командування 1-го Білоруського фронту.
Закінчив курси помічників машиністів паровозів. З 1945 року — помічник машиніста паровоза паровозного депо Ташкент-товарна Ташкентської залізниці.
У 1948 році закінчив курси помічників машиністів тепловозів.
З 1948 року — помічник машиніста тепловоза паровозного депо Ташкент-товарна Ташкентської залізниці.
Подальша доля невідома. На 1985 рік — на пенсії в місті Ташкенті.

## Звання
- гвардії молодший лейтенант
- гвардії лейтенант

## Нагороди
- орден Вітчизняної війни ІІ ст. (6.04.1985)
- орден Червоної Зірки (29.04.1945)
- медалі